# Заруский, Мариуш
Мариуш Заруский (пол. Mariusz Zaruski) (31 января 1867, Думаново — 8 апреля 1941, Херсон) — бригадный генерал польской армии и общественный деятель Польши. А также фотограф, живописец, поэт и прозаик, матрос, мореплаватель и путешественник, альпинист и горный спасатель.

## Биография
Образование получил в одесском университете на физико-математическом факультете. Там он увлекся морем. Добровольцем служил моряком на различных кораблях и совершил путешествия в Китай, Японию, Индию, Египет и Сирию. За своё участие в польской антироссийской организации он в 1894 году был сослан русским правительством в Архангельск. Здесь он окончил морскую школу и под честное слово получил разрешение на совершение путешествий на торговом судне «Держава». Позже стал капитаном корабля «Надежда» и плавал в Арктике.
По отбытии наказания вернулся на два года в Одессу, где женился на Изабелле Кетлинской, а затем поехал в Краков (1901—1906), где окончил курс живописи в Академии художеств.
В течение Первой мировой войны поступил рядовым в Польские легионы, из-за его способностей быстро повышали по званию. В декабре 1917 г. возвращается в Закопане комендантом Польской военной организации. В 1918 г. в звании майора стал командиром 11 Полка уланов восстановленного Войска Польского. Руководя им, в 1919 отважным прорывом занял железнодорожную станцию в Вильнюсе, за что награждён крестом Virtuti Militari. Постоянные бои в Советско-польской войне принесли дальнейшие награды и повышения, как генерал бригады стал личным адъютантом маршала Пилсудского. С марта 1923 г. по апрель 1926 был генерал-адъютантом Президента Речи Посполитой Станислава Войцеховского.
Внес вклад в дело воссоздания польской государственности. Был фактическим создателем Комитета национального флота и руководителем Морской и речной лиги (позднее переименованной в Морскую и колониальную лигу), основатель первой в Польских Татрах организации горных спасателей — «Татранская Добровольная спасательная служба» (1909), популяризатор зимнего горного туризма, участвовал в становлении «харцерства» (польские скауты).

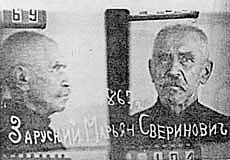
Фотография Мариуша Заруского из тюремного досье

В 1941 году Заруский был арестован во Львове органами НКВД и 29 марта 1941 года он был приговорен как социально опасный элемент к поселению в Красноярский край.
Этапирован в Херсон, где умер на 75 году жизни от холеры. Могила генерала находится на старом кладбище города Херсон и на предполагаемом месте захоронения польским землячеством «Полония» был установлен памятный знак.
В 1989 году Львовской областной прокуратурой Заруский был реабилитирован.